# Castlevania: Harmony of Dissonance
Castlevania: Harmony of Dissonance, connu au Japon sous le titre Castlevania: Byakuya no Concerto (キャッスルヴァニア 白夜の協奏曲, Kyassuruvania Byakuya no Koncheruto, litt. « Concerto du soleil de minuit »), est un jeu vidéo de type metroidvania publié en 2002 sur Game Boy Advance.

## Synopsis
Le jeu se déroule en 1748. Cinquante ans ont passé depuis que Simon Belmont a vaincu la malédiction de Dracula. Le destin a voulu que Juste Belmont, descendant du clan de la famille Belmont, chasse toutes les reliques de Dracula.
Un jour, le meilleur ami de Juste, Maxim Kischine, qui était parti pour une expédition de routine deux ans plus tôt, fut retrouvé dans un état atroce... Son corps était recouvert de blessures. Il informa Juste que Lydie, une amie d'enfance qu'ils avaient en commun, avait été enlevée.
Maxim avait complètement perdu la mémoire. Il n'avait aucun souvenir de son expédition passée. Seule une image vague de l'enlèvement subsistait. Ignorant ses blessures physiques, Maxim mena Juste à l'endroit où il croyait que Lydie était tenue captive.
Malgré un épais brouillard, les deux hommes arrivèrent enfin aux abords d'un château absent de toutes les cartes. Se pourrait-il que ce soit le terrifiant Château de Dracula ?
Sorti tout droit de la nuit, ce château interdit semble accueillir ses nouveaux invités comme un clair de Lune brillant au-dessus du ciel...
Armé du légendaire fouet Vampire Killer, Juste se lance dans l'exploration du château pour retrouver Lydie et vaincre les forces maléfiques qui y règnent.
Alors que Juste explore le château de Dracula, il rencontre le plus grand serviteur du comte : Death. Ce dernier lui dit que le pouvoir qui règne dans le château n'est pas celui de son maître, bien qu'il s'en rapproche.
A certains moments du jeu, Juste se rend compte qu'il y a 2 châteaux : l'un étant celui de Dracula, l'autre est celui imaginé par Maxim Kischine. En effet, Juste rencontre son côté maléfique possédé par les restes du comte et comprend ce qu'il s'est passé lorsqu'il revoie son ami qui a retrouvé la mémoire : lors de son expédition, Maxim a trouvé les restes de Dracula, mais voulant résister contre la volonté du vampire, il cacha Lydie derrière la salle du trône et décida d'effacer sa mémoire afin de la protéger. Cependant, Death la retrouve et l'enlève dans le second château. Juste avant de l'affronter, Death dit à Juste que le sang de Lydie est la clé qui permettra à Dracula de ressusciter. Malgré tout, Juste parvient à vaincre Death et affronte Maxim au cœur du château.
Alors que le combat se termine, Maxim parvient à se retenir et demande à Juste de le tuer. Cependant, les restes du Comte Dracula se mettent à léviter autour de Maxim qui parvient finalement à se séparer de son côté maléfique pour réformer Dracula, sous sa forme spectrale. Bien qu'il ait ressuscité, Juste parvient à le battre et se retrouve à l'extérieur du château avec Maxim et Lydie.

## Accueil
- Jeux vidéo Magazine : 16/20[1]
- Jeuxvideo.com : 17/20[2]